# Nyala (Sudan)
Nyala (daju per "il posto dei pettegolezzi o teatro") è una città del Sudan, capitale del Darfur Meridionale, nella parte occidentale del paese. 

## Geografia
Sorge a un'altitudine di 673 metri, nella regione storica del Darfur. Nyala è connessa alla rete ferroviaria e stradale del Sudan e possiede un piccolo aeroporto. Possiede inoltre industrie per la lavorazione del cibo, nel settore tessile e di pelli. Nyala è un centro dove si produce la gomma arabica ed ha succursali della Agricultural Bank of Sudan e della Peoples Cooperative Bank.

## Storia

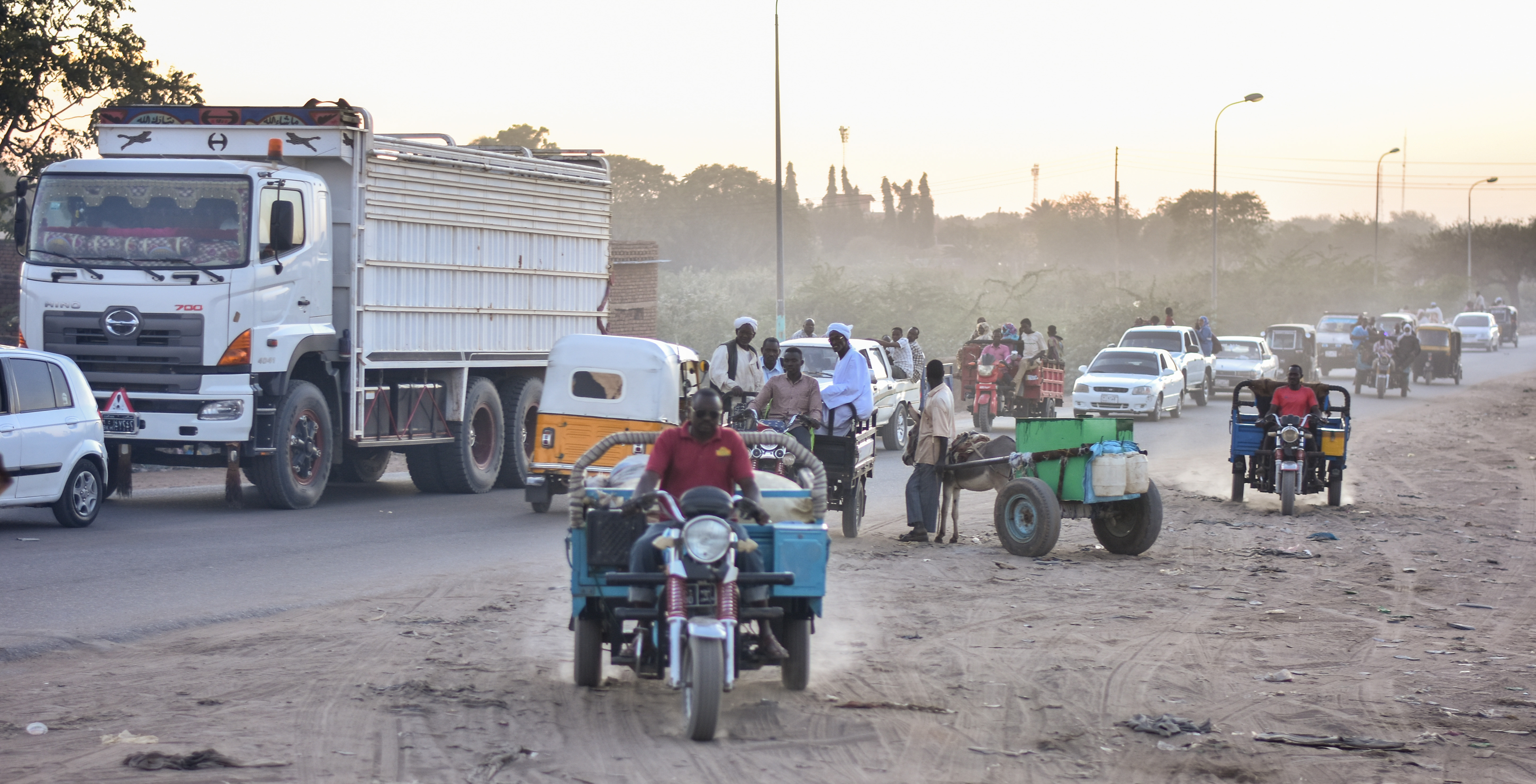
Nyala

Nyala era il quartier generale dell'Impero Daju il quale finì alla fine del XV secolo e predominava nella zona del Jebel Um-Kurdos, come riferito dal sultano Daju Kassi Furok che morì a Dar Sila. Quando i Britannici conquistarono il Sudan essi chiesero consiglio al Sultano Adam Suleiman su dove staibilire il loro quartier generale ed egli gli consigliò questa città.
Ci sono molti siti archeologici in questa zona (vedi anche UNESCO General History of Africa, & Arckell, A.J. History of Darfur 1200-1700 A.D. SNR) che non sono stati catalogati e sono nelle località di Nari, Kedingnyir, Dobo, Colline Simiat, Jebel Keima, Kalokitting, Jebel wara e tutto il Jebel Marra. Il campo profughi dei rifugiati dal Conflitto del Darfur si trova nella parte sud della città e si chiama Kalma, ora Otash camp le persone ospitate sono migliaia.
Nella città vi si trova anche l'Amel Centre, un centro di riabilitazione e di cura per le persone vittime di torture di guerra, esso è diretto dall'ex Segretario generale delle Nazioni Unite Kofi Annan e da Mossaad Mohamed Ali Mossaad, i quali sono stati premiati con il Olof Palm Prize per le loro attività svolte in questo centro.